# Leichtathletik-Europameisterschaften 1971/Kugelstoßen der Männer

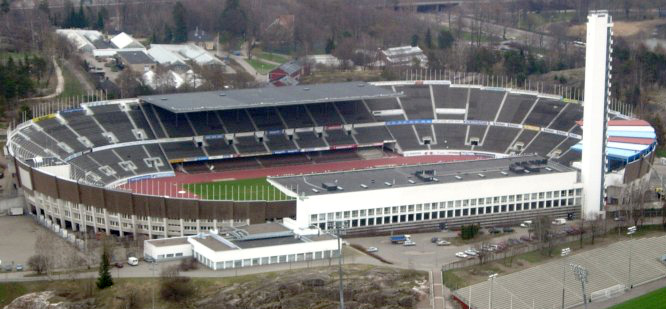
Das Olympiastadion von Helsinki im Jahr 2005

Das Kugelstoßen der Männer bei den Leichtathletik-Europameisterschaften 1971 wurde am 10. und 11. August 1971 im Olympiastadion von Helsinki ausgetragen.
Die Athleten der DDR kamen in diesem Wettbewerb zu einem Doppelerfolg. Europameister wurde Hartmut Briesenick. Silber gewann wie bei den letzten Europameisterschaften Heinz-Joachim Rothenburg. Bronze ging an den Polen Władysław Komar.

## Rekorde

### Bestehende Rekorde
| Weltrekord           | 21,78 m | Randy Matson       | College Station, USA   | 22. April 1967     |
| Europarekord         | 21,00 m | Hartmut Briesenick | Turin, Italien         | 12. Juni 1971      |
| Meisterschaftsrekord | 20,12 m | Dieter Hoffmann    | EM Athen, Griechenland | 18. September 1969 |

### Rekordverbesserung
Europameister Hartmut Briesenick aus der DDR verbesserte den EM-Rekord bei diesen Europameisterschaften im Finale am 13. August um 96 Zentimeter auf 21,08 m. Damit steigerte er gleichzeitig seinen eigenen Europarekord um acht Zentimeter. Zum Weltrekord fehlten ihm siebzig Zentimeter.

## Qualifikation
12. August 1971, 11:00 Uhr
23 Teilnehmer traten in zwei Gruppen zur Qualifikationsrunde an. Fünfzehn Athleten (hellblau unterlegt) übertrafen ie Qualifikationsweite für den direkten Finaleinzug von 18,70 m. Damit war die Mindestanzahl von zwölf Finalteilnehmern erreicht, die qualifizierten Wettbewerber traten am darauffolgenden Tag zum Finale an.

### Gruppe A

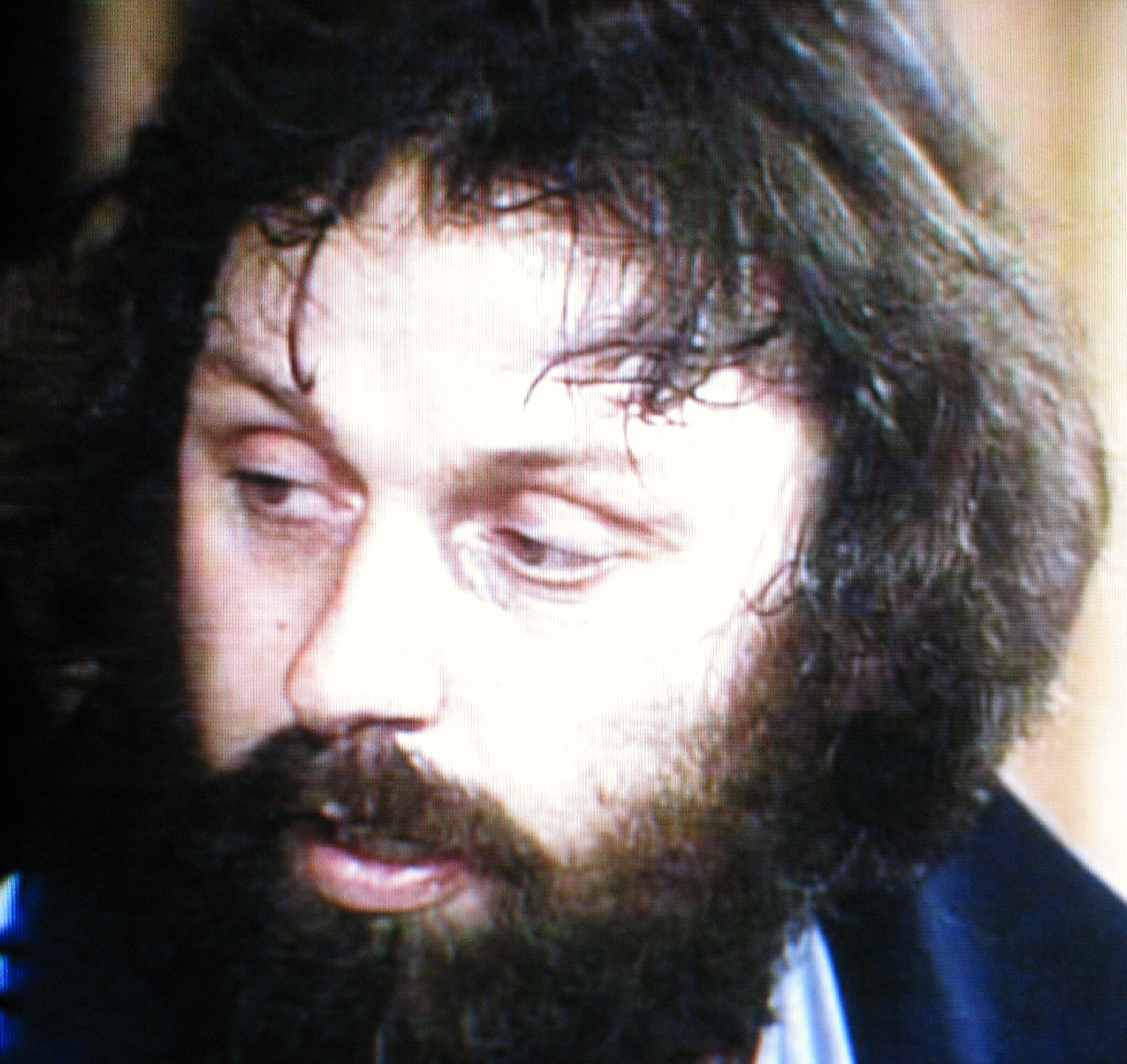
Geoff Capes –1974 EM-Dritter – fehlten sechzehn Zentimeter für die Finalteilnahme

| Platz | Name               | Nation           | Weite (m) |
| ----- | ------------------ | ---------------- | --------- |
| 1     | Władysław Komar    | Polen            | 19,65     |
| 2     | Hartmut Briesenick | DDR              | 19,55     |
| 3     | Rimantas Plungė    | Sowjetunion      | 19,19     |
| 4     | Pekka Ahnger       | Finnland         | 19,14     |
| 5     | Ralf Reichenbach   | BR Deutschland   | 18,91     |
| 6     | Seppo Simola       | Finnland         | 18,83     |
| 7     | Hans-Dieter Möser  | BR Deutschland   | 18,72     |
| 8     | Geoff Capes        | Großbritannien   | 18,54     |
| 9     | Jaroslav Brabec    | Tschechoslowakei | 18,50     |
| 10    | Anders Arrhenius   | Schweden         | 17,84     |
| 11    | Mihály Teveli      | Ungarn           | 16,82     |
| 12    | Sándor Holub       | Ungarn           | 16,63     |

### Gruppe B
| Platz | Name                     | Nation           | Weite (m) |
| ----- | ------------------------ | ---------------- | --------- |
| 1     | Vilmos Varjú             | Ungarn           | 19,56     |
| 2     | Waleri Woikin            | Sowjetunion      | 19,00     |
| 3     | Miroslav Janoušek        | Tschechoslowakei | 19,00     |
| 4     | Yves Brouzet             | Frankreich       | 18,96     |
| 5     | Heinfried Birlenbach     | BR Deutschland   | 18,89     |
| 6     | Heinz-Joachim Rothenburg | DDR              | 18,81     |
| 7     | Dieter Hoffmann          | DDR              | 18,75     |
| 8     | Arnjolt Beer             | Frankreich       | 18,75     |
| 9     | Matti Yrjölä             | Finnland         | 18,49     |
| 10    | Ivan Ivančić             | Jugoslawien      | 18,43     |
| 11    | Bjørn Bang Andersen      | Norwegen         | 17,83     |

## Finale

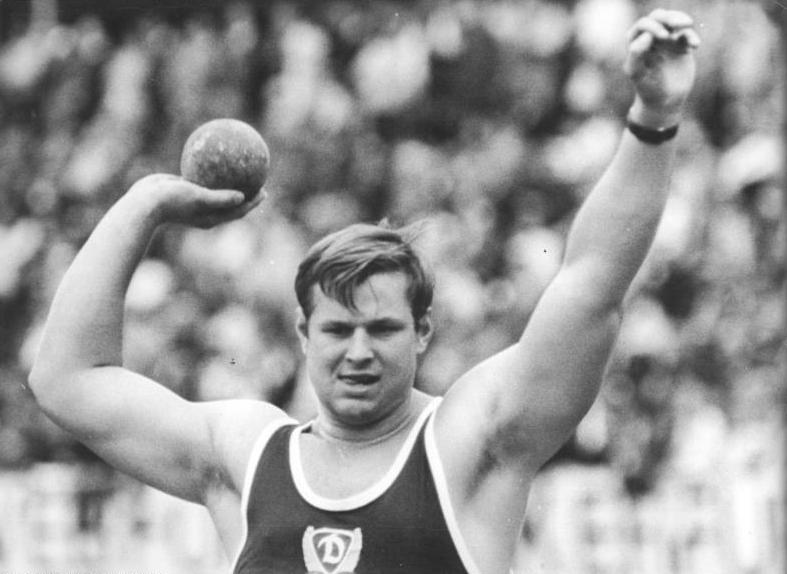
Europameister Hartmut Briesenick aus dem starken Lager der DDR-Kugelstoßer – 1972 gab es Olympiabronze und 1974 eine erfolgreiche Titelverteidigung für ihn

13. August 1971, 186:15 Uhr
| Platz | Name                     | Nation           | Weite (m) |
| ----- | ------------------------ | ---------------- | --------- |
| 1     | Hartmut Briesenick       | DDR              | 21,08 ER  |
| 2     | Heinz-Joachim Rothenburg | DDR              | 20,47     |
| 3     | Władysław Komar          | Polen            | 20,04     |
| 4     | Vilmos Varjú             | Ungarn           | 19,89     |
| 5     | Waleri Woikin            | Sowjetunion      | 19,81     |
| 6     | Rimantas Plungė          | Sowjetunion      | 19,61     |
| 7     | Dieter Hoffmann          | DDR              | 19,38     |
| 8     | Yves Brouzet             | Frankreich       | 19,20     |
| 9     | Pekka Ahnger             | Finnland         | 19,00     |
| 10    | Miroslav Janoušek        | Tschechoslowakei | 18,76     |
| 11    | Ralf Reichenbach         | BR Deutschland   | 18,74     |
| 12    | Hans-Dieter Möser        | BR Deutschland   | 18,51     |
| 13    | Arnjolt Beer             | Frankreich       | 18,46     |
| 14    | Seppo Simola             | Finnland         | 18,27     |
| DNS   | Heinfried Birlenbach     | BR Deutschland   |           |

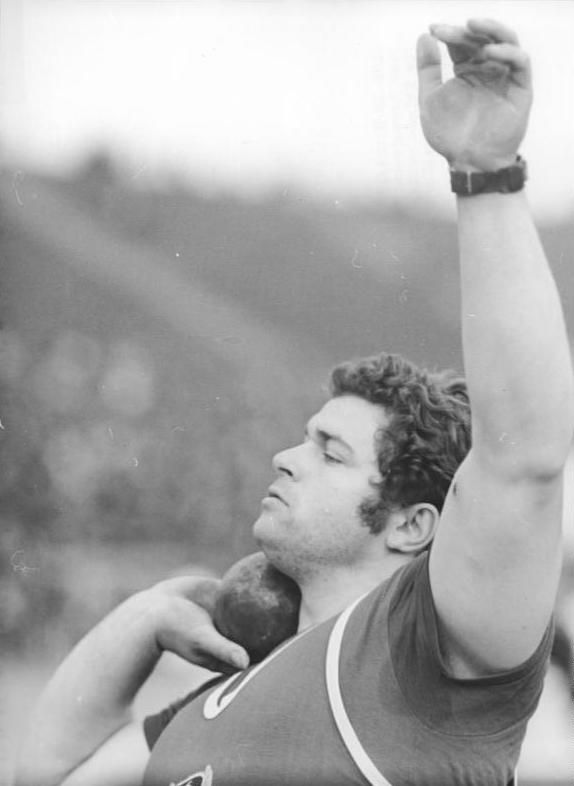
Heinz-Joachim Rothenburg wurde wie 1969 Vizeeuropameister
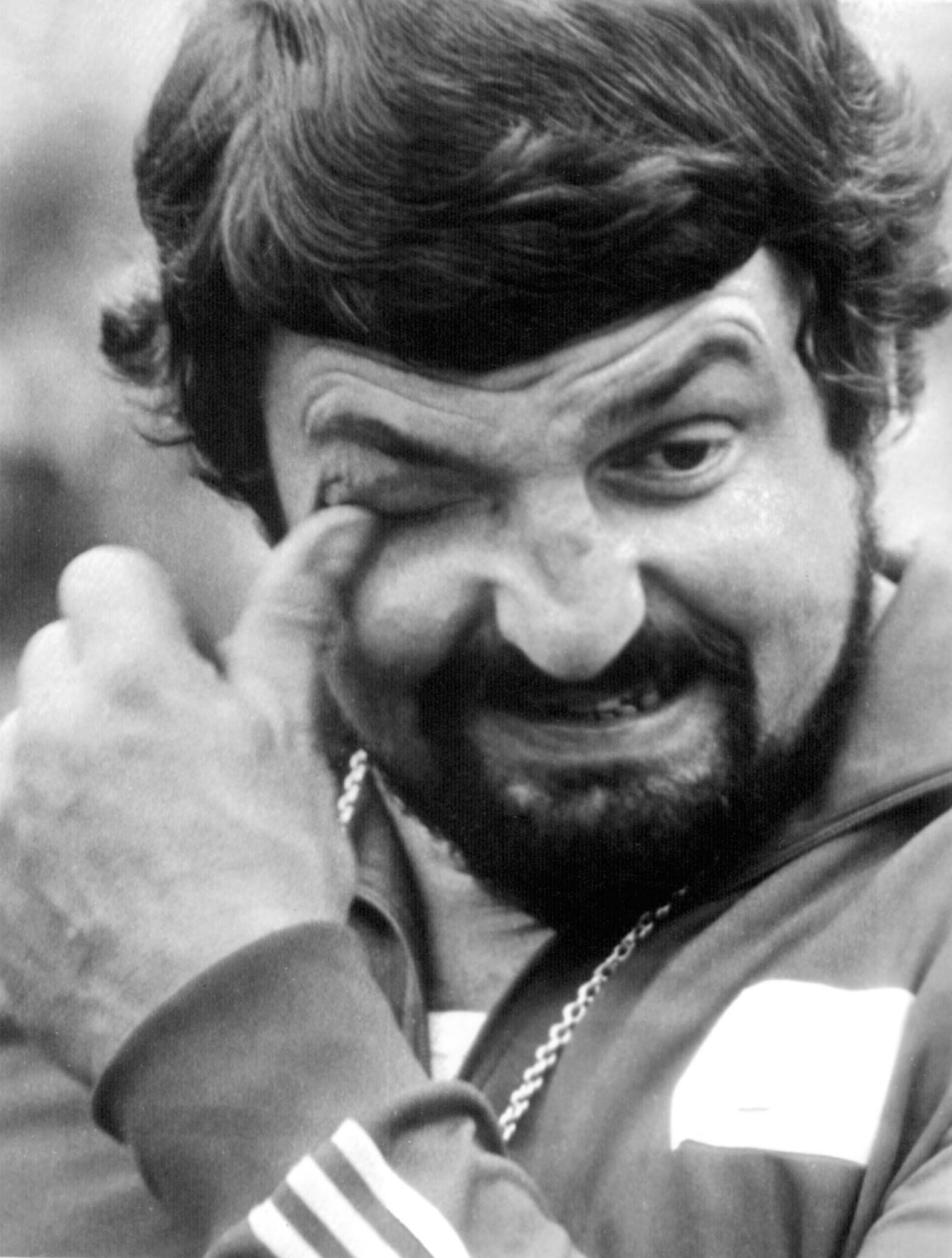
Bronzemedaillengewinner Władysław Komar – 1972 wurde er Olympiasieger
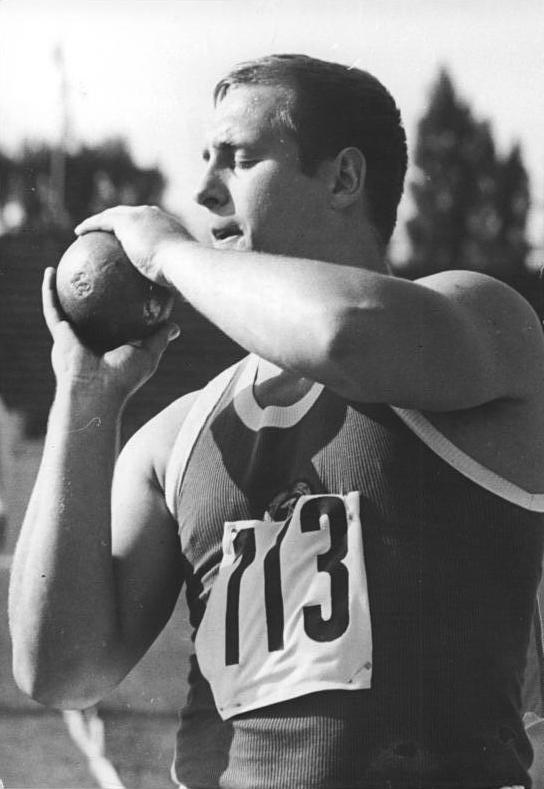
Titelverteidiger Dieter Hoffmann erreichte diesmal den siebten Platz

## Video
- EUROPEI DI HELSINKI 1971 PESO BRIESENICK, youtube.com, abgerufen am 28. Juli 2022